# Echiodon pegasus
Echiodon pegasus är en fiskart som beskrevs av Markle och Olney, 1990. Echiodon pegasus ingår i släktet Echiodon och familjen nålfiskar. Inga underarter finns listade i Catalogue of Life.